# Spędoszyn
Spędoszyn [pronunciación en polaco: /spɛnˈdɔʂɨn/] es un pueblo ubicado en el distrito administrativo de Gmina Wartkowice, dentro del Distrito de Poddębice, Voivodato de Łódź, en Polonia central. Se encuentra aproximadamente a 3 kilómetros al suroeste de Wartkowice, a 8 kilómetros al norte de Poddębice, y a 38 kilómetros al del noroeste de la capital regional Łódź.